# Na białym szlaku (film)
Na białym szlaku – polski film przygodowy z 1962 roku na podstawie noweli Aliny i Czesława Centkiewiczów. Zdjęcia kręcono w Tatrach i na Spitsbergenie.

## Fabuła
Akcja filmu toczy się w końcowej fazie II wojny światowej na Grenlandii. Niemiecki patrol niszczy aliancką stację meteorologiczną. Przy życiu zostają jedynie dowódca stacji - Polak o nazwisku Sikora oraz jeden z Niemców, oberleutnant Weber, uznani jednak za zaginionych. Ponieważ wojna się kończy, alianci zaprzestają poszukiwań. Sikora i Weber pozostają na lodowym pustkowiu, skazani są wyłącznie na siebie. Z biegiem czasu początkowa nienawiść i wrogość ustępują stopniowo miejsca zrozumieniu bezsensu wojny i poczuciu ludzkiej solidarności.

## Obsada
- Leon Niemczyk – Sikora, członek załogi stacji 330
- Emil Karewicz – oberleutnant Weber
- Bożena Kurowska – oficer WAF
- Jerzy Antczak – pułkownik duński
- Edward Dobrzański – Fritz
- Ryszard Kotys – meteorolog Bjorn, członek załogi stacji 330
- Jerzy Krasowski – Hans
- Ferdynand Matysik – żołnierz niemiecki
- Stanisław Michalik – porucznik, dowódca ekspedycji poszukiwawczej
- Robert Rogalski – Eskimos Kari
- Ludwik Ziemblic – radiotelegrafista Nils, członek załogi stacji 330